# Edvin Murati
Pour les articles homonymes, voir Murati (homonymie).
Edvin Murati, né le 12 novembre 1975 à Tirana, est un ancien footballeur international albanais. Il jouait au poste de milieu de terrain.

## Biographie
Arrivé en France dans la clandestinité, il a rejoint le centre de formation du Paris Saint-Germain avant d'évoluer dans différents clubs en France, en Allemagne et en Grèce.
Il possède 42 sélections (4 buts) en équipe d'Albanie. Sa première sélection a eu lieu en 1998, sa dernière en 2006.
Dans le stade de Tirana, était arboré un maillot géant au nom de Murati.
Il est aujourd'hui diplomate .

## Statistiques
| Saison      | Club                  | Pays      | Championnat       | Championnat | Championnat | Championnat  | Championnat  | Coupe d'Europe | Coupe d'Europe | Coupe d'Europe |
| Saison      | Club                  | Pays      | Division          | Matchs      | Buts        | Cartons      | Cartons      | Type           | Matchs         | Buts           |
| Saison      | Club                  | Pays      | Division          | Matchs      | Buts        | Carton jaune | Carton rouge | Type           | Matchs         | Buts           |
| ----------- | --------------------- | --------- | ----------------- | ----------- | ----------- | ------------ | ------------ | -------------- | -------------- | -------------- |
| 1995 - 1996 | LB Châteauroux        | France    | Ligue 2           | 31          | 0           | ?            | ?            | /              | -              | -              |
| 1996 - 1997 | Saint-Brieuc          | France    | Ligue 2           | ?           | ?           | ?            | ?            | /              | -              | -              |
| 1997 - 1998 | Paris SG              | France    | Ligue 1           | 1           | 0           | ?            | ?            | /              | -              | -              |
| 1998 - 1999 | Fortuna Düsseldorf    | Allemagne | Bundesliga 2      | 11          | 0           | ?            | ?            | /              | -              | -              |
| 1999 - 2000 | Paris SG              | France    | Ligue 1           | 16          | 0           | ?            | ?            | /              | -              | -              |
| 2000 - 2001 | Lille OSC             | France    | Ligue 1           | 14          | 1           | ?            | ?            | /              | -              | -              |
| 2001 - 2002 | Lille OSC             | France    | Ligue 1           | 16          | 0           | ?            | ?            | C1+C3          | 4+1            | 0+0            |
| 2002 - 2003 | Iraklis Thessalonique | Grèce     | Superleague (D1)  | 22          | 2           | ?            | ?            | /              | -              | -              |
| 2003 - 2004 | Iraklis Thessalonique | Grèce     | Superleague (D1)  | 21          | 2           | ?            | ?            | /              | -              | -              |
| 2004 - 2005 | Iraklis Thessalonique | Grèce     | Superleague (D1)  | 7           | 2           | ?            | ?            | /              | -              | -              |
| 2005 - 2006 | Iraklis Thessalonique | Grèce     | Superleague (D1)  | 16          | 0           | ?            | ?            | /              | -              | -              |
| 2006 - 2007 | Panserraikos FC       | Grèce     | Beta Ethniki (D2) | ?           | ?           | ?            | ?            | /              | -              | -              |